# Список наград и номинаций фильмов о Джеймсе Бонде
Джеймс Бонд — персонаж, созданный писателем Яном Флемингом в своей серии книг о Джеймсе Бонде. Бонд является секретным агентом британской разведки MI6 и носит кодовое имя 007. В серии фильмов (т. н. Бондиане) его играли актёры Шон Коннери, Дэвид Нивен, Джордж Лэзенби, Роджер Мур, Тимоти Далтон, Пирс Броснан и Дэниел Крейг. Всего о Бонде было снято 26 фильмов, два из которых создавались без участия EON Productions. В настоящее время компании EON принадлежат все права на романы о Джеймсе Бонде.
Фильмы несколько раз получали премию «Оскар»: За лучший звуковой монтаж в 1965 году получил Норман Ванстолл за фильм Голдфингер, в 1966 году Джон Стирс удостоился за лучшие визуальные эффекты. После 1982 года фильмы о Джеймсе Бонде на получали номинации на Оскар до 2013 года когда Пер Холлберг и Карен Бейкер Лэндерс удостоились награды за лучшие звуковые эффекты в фильме «007: Координаты „Скайфолл“»; на той же церемонии за лучшую песню получили Адель Эдкинс и Пол Эпуорт за песню Skyfall. В 2016 году Сэм Смит и Джимми Нейпс получили премию за лучшую песню за песню Writing’s on the Wall из фильма Спектр. Также некоторые песни из фильмов были номинированы на «Оскар» за лучшую песню: Live and Let Die, Nobody Does It Betterи For Your Eyes Only. В 1982 году Альберт Брокколи получил награду имени Ирвинга Тальберга
В 2013 году «007: Координаты «Скайфолл»» получили премию BAFTA за лучший британский фильм и стал первым фильмом о Джеймсе Бонде кто получил BAFTA в этой категории.
За музыку к «Шпиону, который меня любил» Марвин Хэмлиш получил номинации на «Оскар», «Золотой глобус» и «Грэмми» но проиграл все премии Джону Уильямсу за его работу к «Звёздным войнам. Эпизод IV: Новая надежда».

## Оскар
| Год  | Категория                             | Фильм                      | Номинант(ы)                                                               | Результат | Пр.           |
| ---- | ------------------------------------- | -------------------------- | ------------------------------------------------------------------------- | --------- | ------------- |
| 1965 | Лучшие звуковые эффекты               | Голдфингер                 | Норман Ванстолл                                                           | Победа    | [ 4 ]         |
| 1966 | Лучшие специальные визуальные эффекты | Шаровая молния             | Джон Стеарс                                                               | Победа    | [ 5 ]         |
| 1968 | Лучшая песня к фильму                 | Казино «Рояль»             | The Look of Love — музыка: Берт Бакарак; слова: Хэл Дэвид                 | Номинация | [ 6 ]         |
| 1972 | Лучший звук                           | Бриллианты навсегда        | Гордон К. МакКаллум, Джон У. Митчелл, Эл Овертон ст.                      | Номинация | [ 7 ]         |
| 1974 | Лучшая песня к фильму                 | Живи и дай умереть         | Live and Let Die — музыка и слова: Пол Маккартни и Линда Маккартни        | Номинация | [ 8 ]         |
| 1978 | Лучшая работа художника               | Шпион, который меня любил  | Кен Адам, Питер Ламонт (постановщики), Хью Скейф (декоратор)              | Номинация | [ 9 ]         |
| 1978 | Лучшая музыка: Оригинальный саундтрек | Шпион, который меня любил  | Марвин Хэмлиш                                                             | Номинация | [ 9 ]         |
| 1978 | Лучшая песня к фильму                 | Шпион, который меня любил  | Nobody Does It Better — музыка: Марвин Хэмлиш, слова: Кэрол Байер Сейджер | Номинация | [ 9 ]         |
| 1980 | Лучшие визуальные эффекты             | Лунный гонщик              | Дерек Меддингс, Пол Уилсон и Джон Эванс                                   | Номинация | [ 10 ]        |
| 1982 | Лучшая песня к фильму                 | Только для твоих глаз      | For Your Eyes Only — музыка: Билл Конти, слова: Майкл Лисон               | Номинация | [ 11 ]        |
| 2013 | Лучшая музыка к фильму                | 007: Координаты «Скайфолл» | Томас Ньюман                                                              | Номинация | [ 12 ]        |
| 2013 | Лучшая песня к фильму                 | 007: Координаты «Скайфолл» | Skyfall — музыка и слова: Адель и Пол Эпуорт                              | Победа    | [ 12 ]        |
| 2013 | Лучшая операторская работа            | 007: Координаты «Скайфолл» | Роджер Дикинс                                                             | Номинация | [ 12 ]        |
| 2013 | Лучший звук                           | 007: Координаты «Скайфолл» | Скотт Миллан, Грег П. Расселл и Стюарт Уилсон                             | Номинация | [ 12 ]        |
| 2013 | Лучший звуковой монтаж                | 007: Координаты «Скайфолл» | Пер Холлберг и Карен Бэйкер Лэндерс                                       | Победа    | [ 12 ]        |
| 2016 | Лучшая песня к фильму                 | 007: Спектр                | Writing’s on the Wall — музыка и слова: Джимми Нейпс и Сэм Смит           | Победа    | [ 13 ] [ 14 ] |

## Золотой глобус
| Год  | Категория                    | Фильм                             | Номинант(ы)                                                               | Результат | Пр.    |
| ---- | ---------------------------- | --------------------------------- | ------------------------------------------------------------------------- | --------- | ------ |
| 1964 | Лучший дебют актрисы         | Доктор Ноу                        | Урсула Андресс                                                            | Победа    | [ 15 ] |
| 1965 | Лучшая песня                 | Из России с любовью               | From Russia With Love — музыка: Джон Барри, слова: Лайонел Барт           | Номинация | [ 16 ] |
| 1970 | Лучший дебют актёра          | На секретной службе Её Величества | Джордж Лэзенби                                                            | Номинация | [ 17 ] |
| 1978 | Лучшая музыка к фильму       | Шпион, который меня любил         | Марвин Хэмлиш и Кэрол Байер Сейджер                                       | Номинация | [ 18 ] |
| 1978 | Лучшая песня                 | Шпион, который меня любил         | Nobody Does It Better — музыка: Марвин Хэмлиш, слова: Кэрол Байер Сейджер | Номинация | [ 18 ] |
| 1982 | Лучшая песня                 | Только для твоих глаз             | For Your Eyes Only — музыка: Билл Конти, слова: Майкл Лисон               | Номинация | [ 19 ] |
| 1984 | Лучшая актриса второго плана | Никогда не говори «никогда»       | Барбара Каррера                                                           | Номинация | [ 20 ] |
| 1986 | Лучшая песня                 | Вид на убийство                   | A View to a Kill — музыка и слова: Джон Барри и Duran Duran               | Номинация | [ 21 ] |
| 1998 | Лучшая песня                 | Завтра не умрёт никогда           | Tomorrow Never Dies — музыка и слова: Шерил Кроу и Митчелл Фрум           | Номинация | [ 22 ] |
| 2003 | Лучшая песня                 | Умри, но не сейчас                | Die Another Day — музыка и слова: Мадонна, слова: Мирвэ Ахмадзай          | Номинация | [ 23 ] |
| 2013 | Лучшая песня                 | 007: Координаты «Скайфолл»        | Skyfall — музыка и слова: Адель и Пол Эпуорт                              | Победа    | [ 24 ] |
| 2016 | Лучшая песня                 | 007: Спектр                       | Writing’s on the Wall — музыка и слова: Джимми Нейпс и Сэм Смит           | Победа    | [ 25 ] |

## BAFTA
| Год  | Категория                                                                   | Фильм                      | Номинант(ы)                                                                              | Результат | Пр.    |
| ---- | --------------------------------------------------------------------------- | -------------------------- | ---------------------------------------------------------------------------------------- | --------- | ------ |
| 1964 | Лучшая работа кинооператора для британского фильма (Цветной фильм)          | Из России с любовью        | Тед Мур                                                                                  | Победа    | [ 26 ] |
| 1965 | Лучшая работа художника-постановщика для британского фильма (Цветной фильм) | Голдфингер                 | Кен Адам                                                                                 | Номинация | [ 27 ] |
| 1966 | Лучшая работа художника-постановщика для британского фильма (Цветной фильм) | Шаровая молния             | Кен Адам                                                                                 | Номинация | [ 28 ] |
| 1968 | Лучшая работа художника-постановщика для британского фильма (Цветной фильм) | Живёшь только дважды       | Кен Адам                                                                                 | Номинация | [ 29 ] |
| 1968 | Лучший дизайн костюмов (Цветной фильм)                                      | Казино «Рояль»             | Джули Харрис                                                                             | Номинация | [ 30 ] |
| 1978 | Лучшая музыка к фильму                                                      | Шпион, который меня любил  | Марвин Хэмлиш                                                                            | Номинация | [ 31 ] |
| 1978 | Лучшая работа художника-постановщика                                        | Шпион, который меня любил  | Кен Адам                                                                                 | Номинация | [ 31 ] |
| 1996 | Лучшие визуальные эффекты                                                   | Золотой глаз               | Крис Корбоулд, Брайан Смитис, Дерек Меддингс                                             | Номинация | [ 32 ] |
| 1996 | Лучший звук                                                                 | Золотой глаз               | Джим Шилдс, Дэвид Джон, Грэм В. Хартстоун, Джон Хейворд, Майкл A. Картер                 | Номинация | [ 32 ] |
| 2007 | Лучший британский фильм                                                     | Казино «Рояль»             | Майкл Дж. Уилсон, Барбара Брокколи, Мартин Кэмпбелл, Нил Пёрвис, Роберт Уэйд, Пол Хаггис | Номинация | [ 33 ] |
| 2007 | Лучшая мужская роль                                                         | Казино «Рояль»             | Дэниел Крейг                                                                             | Номинация | [ 33 ] |
| 2007 | Лучший адаптированный сценарий                                              | Казино «Рояль»             | Нил Пёрвис, Роберт Уэйд, Пол Хаггис                                                      | Номинация | [ 33 ] |
| 2007 | Лучшая музыка к фильму                                                      | Казино «Рояль»             | Дэвид Арнольд                                                                            | Номинация | [ 33 ] |
| 2007 | Лучшая операторская работа                                                  | Казино «Рояль»             | Фил Мейхью                                                                               | Номинация | [ 33 ] |
| 2007 | Лучшие визуальные эффекты                                                   | Казино «Рояль»             | Стив Бегг, Крис Корболд, Джон Пол Дочерти, Дитч Дой                                      | Номинация | [ 33 ] |
| 2007 | Лучшая работа художника-постановщика                                        | Казино «Рояль»             | Питер Ламонт, Саймон Уэйкфилд                                                            | Номинация | [ 33 ] |
| 2007 | Лучший монтаж                                                               | Казино «Рояль»             | Стюарт Бэйрд                                                                             | Номинация | [ 33 ] |
| 2007 | Лучший звук                                                                 | Казино «Рояль»             | Крис Манро, Эдди Джозеф, Майк Прествуд Смит, Мартин Кантуэлл, Марк Тейлор                | Победа    | [ 33 ] |
| 2009 | Лучшие визуальные эффекты                                                   | Квант милосердия           | Крис Корболд, Кевин Тод Хог                                                              | Номинация | [ 34 ] |
| 2009 | Лучший звук                                                                 | Квант милосердия           | Джимми Бойл, Эдди Джозеф, Крис Манро, Майк Прествуд Смит, Марк Тейлор                    | Номинация | [ 34 ] |
| 2013 | Лучший британский фильм                                                     | 007: Координаты «Скайфолл» | Сэм Мендес, Майкл Дж. Уилсон, Барбара Брокколи, Нил Пёрвис, Роберт Уэйд, Джон Логан      | Победа    | [ 35 ] |
| 2013 | Лучшая женская роль второго плана                                           | 007: Координаты «Скайфолл» | Джуди Денч                                                                               | Номинация | [ 35 ] |
| 2013 | Лучшая мужская роль второго плана                                           | 007: Координаты «Скайфолл» | Хавьер Бардем                                                                            | Номинация | [ 35 ] |
| 2013 | Лучшая музыка к фильму                                                      | 007: Координаты «Скайфолл» | Томас Ньюман                                                                             | Победа    | [ 35 ] |
| 2013 | Лучшая операторская работа                                                  | 007: Координаты «Скайфолл» | Роджер Дикинс                                                                            | Номинация | [ 35 ] |
| 2013 | Лучшая работа художника-постановщика                                        | 007: Координаты «Скайфолл» | Деннис Гасснер, Анна Пиннок                                                              | Номинация | [ 35 ] |
| 2013 | Лучший монтаж                                                               | 007: Координаты «Скайфолл» | Стюарт Бэйрд                                                                             | Номинация | [ 35 ] |
| 2013 | Лучший звук                                                                 | 007: Координаты «Скайфолл» | Стюарт Уилсон, Скотт Миллан, Грег П. Расселл, Пер Холлберг, Карен Бэйкер Лэндерс         | Номинация | [ 35 ] |

## Грэмми
| Год  | Категория                                     | Фильм                      | Саундтрек или песня        | Номинант(ы)                                   | Результат | Пр.    |
| ---- | --------------------------------------------- | -------------------------- | -------------------------- | --------------------------------------------- | --------- | ------ |
| 1965 | Лучший саундтрек для визуальных медиа         | Голдфингер                 | Голдфингер                 | Джон Барри                                    | Номинация | [ 36 ] |
| 1974 | Лучший саундтрек для визуальных медиа         | Живи и дай умереть         | Живи и дай умереть         | Пол Маккартни, Линда Маккартни, Джордж Мартин | Номинация | [ 37 ] |
| 1978 | Лучший саундтрек для визуальных медиа         | Шпион, который меня любил  | Шпион, который меня любил  | Марвин Хэмлиш                                 | Номинация | [ 38 ] |
| 1999 | Лучшая песня, написанная для визуальных медиа | Завтра не умрёт никогда    | Tomorrow Never Dies        | Шерил Кроу и Митчелл Фрум                     | Номинация | [ 39 ] |
| 2008 | Лучшая песня, написанная для визуальных медиа | Казино «Рояль»             | You Know My Name           | Дэвид Арнольд и Крис Корнелл                  | Номинация | [ 40 ] |
| 2014 | Лучший саундтрек для визуальных медиа         | 007: Координаты «Скайфолл» | 007: Координаты «Скайфолл» | Томас Ньюман                                  | Победа    | [ 41 ] |
| 2014 | Лучшая песня, написанная для визуальных медиа | 007: Координаты «Скайфолл» | Skyfall                    | Адель и Пол Эпуорт                            | Победа    | [ 41 ] |
| 2021 | Лучшая песня, написанная для визуальных медиа | Не время умирать           | No Time to Die             | Билли Айлиш О’Коннелл и Финнеас О’Коннелл     | Победа    | [ 42 ] |

## Сатурн
| Год  | Категория                                         | Фильм                       | Номинант(ы)                                                   | Результат | Пр.           |
| ---- | ------------------------------------------------- | --------------------------- | ------------------------------------------------------------- | --------- | ------------- |
| 1980 | Лучший научно-фантастический фильм                | Лунный гонщик               | Альберт Р. Брокколи                                           | Номинация | [ 43 ]        |
| 1980 | Лучший актёр второго плана                        | Лунный гонщик               | Ричард Кил                                                    | Номинация | [ 43 ]        |
| 1980 | Лучшие спецэффекты                                | Лунный гонщик               | Джон Эванс, Джон Ричардсон                                    | Номинация | [ 43 ]        |
| 1984 | Лучший фильм-фэнтези                              | Осьминожка                  | Альберт Р. Брокколи                                           | Номинация | [ 44 ]        |
| 1984 | Лучшая актриса второго плана                      | Осьминожка                  | Мод Адамс                                                     | Номинация | [ 44 ]        |
| 1984 | Лучший фильм-фэнтези                              | Никогда не говори «никогда» | Джек Шварцман, Кевин МакКлори                                 | Номинация | [ 44 ]        |
| 1984 | Лучшие спецэффекты                                | Никогда не говори «никогда» | Иэн Уингров                                                   | Номинация | [ 44 ]        |
| 1986 | Лучший научно-фантастический фильм                | Вид на убийство             | Альберт Р. Брокколи, Майкл Дж. Уилсон                         | Номинация | [ 45 ]        |
| 1986 | Лучший актёр второго плана                        | Вид на убийство             | Грейс Джонс                                                   | Номинация | [ 45 ]        |
| 1988 | Лучший фильм-фэнтези                              | Искры из глаз               | Альберт Р. Брокколи, Майкл Дж. Уилсон                         | Номинация | [ 46 ]        |
| 1996 | Лучший приключенческий фильм или боевик           | Золотой глаз                | Барбара Брокколи Майкл Дж. Уилсон                             | Номинация | [ 47 ]        |
| 1996 | Лучший актёр                                      | Золотой глаз                | Пирс Броснан                                                  | Номинация | [ 47 ]        |
| 1998 | Лучший приключенческий фильм, боевик или триллер  | Завтра не умрёт никогда     | Барбара Брокколи Майкл Дж. Уилсон                             | Номинация | [ 48 ]        |
| 1998 | Лучший актёр                                      | Завтра не умрёт никогда     | Пирс Броснан                                                  | Победа    | [ 48 ]        |
| 1998 | Лучшая актриса второго плана                      | Завтра не умрёт никогда     | Тери Хэтчер                                                   | Номинация | [ 48 ]        |
| 1998 | Лучшая музыка                                     | Завтра не умрёт никогда     | Дэвид Арнольд                                                 | Номинация | [ 48 ]        |
| 2000 | Лучший приключенческий фильм, боевик или триллер  | И целого мира мало          | Барбара Брокколи Майкл Дж. Уилсон                             | Номинация | [ 49 ]        |
| 2003 | Лучший приключенческий фильм, боевик или триллер  | Умри, но не сейчас          | Барбара Брокколи Майкл Дж. Уилсон                             | Номинация | [ 50 ]        |
| 2003 | Лучший актёр                                      | Умри, но не сейчас          | Пирс Броснан                                                  | Номинация | [ 50 ]        |
| 2003 | Лучший актёр второго плана                        | Умри, но не сейчас          | Тоби Стивенс                                                  | Номинация | [ 50 ]        |
| 2003 | Лучшая актриса второго плана                      | Умри, но не сейчас          | Хэлли Берри                                                   | Номинация | [ 50 ]        |
| 2003 | Cinescape Genre Face of the Future Award — Female | Умри, но не сейчас          | Розамунд Пайк                                                 | Номинация | [ 50 ]        |
| 2007 | Лучший приключенческий фильм, боевик или триллер  | Казино «Рояль»              | Барбара Брокколи Майкл Дж. Уилсон                             | Победа    | [ 51 ]        |
| 2007 | Лучший актёр                                      | Казино «Рояль»              | Дэниел Крэйг                                                  | Номинация | [ 51 ]        |
| 2007 | Лучшая актриса второго плана                      | Казино «Рояль»              | Ева Грин                                                      | Номинация | [ 51 ]        |
| 2007 | Лучший сценарий                                   | Казино «Рояль»              | Нил Пёрвис, Роберт Уэйд, Пол Хаггис                           | Номинация | [ 51 ]        |
| 2007 | Лучшая музыка                                     | Казино «Рояль»              | Дэвид Арнольд                                                 | Номинация | [ 51 ]        |
| 2009 | Лучший приключенческий фильм, боевик или триллер  | Квант милосердия            | Барбара Брокколи Майкл Дж. Уилсон                             | Номинация | [ 52 ] [ 53 ] |
| 2009 | Лучшая актриса второго плана                      | Квант милосердия            | Джуди Денч                                                    | Номинация | [ 52 ] [ 53 ] |
| 2009 | Лучшая актриса второго плана                      | Квант милосердия            | Ольга Куриленко                                               | Номинация | [ 52 ] [ 53 ] |
| 2013 | Лучший приключенческий фильм или боевик           | 007: Координаты «Скайфолл»  | Барбара Брокколи Майкл Дж. Уилсон                             | Победа    | [ 54 ] [ 55 ] |
| 2013 | Лучший актёр                                      | 007: Координаты «Скайфолл»  | Дэниел Крэйг                                                  | Номинация | [ 54 ] [ 55 ] |
| 2013 | Лучший актёр второго плана                        | 007: Координаты «Скайфолл»  | Хавьер Бардем                                                 | Номинация | [ 54 ] [ 55 ] |
| 2013 | Лучшая актриса второго плана                      | 007: Координаты «Скайфолл»  | Джуди Денч                                                    | Номинация | [ 54 ] [ 55 ] |
| 2013 | Лучшая музыка                                     | 007: Координаты «Скайфолл»  | Томас Ньюман                                                  | Номинация | [ 54 ] [ 55 ] |
| 2013 | Лучший монтаж                                     | 007: Координаты «Скайфолл»  | Стюарт Бэйрд и Кейт Бэйрд                                     | Номинация | [ 54 ] [ 55 ] |
| 2013 | Лучший грим                                       | 007: Координаты «Скайфолл»  | Наоми Донн, Дональд Моуэт, Алессандро Бертолацци и Лав Ларсон | Номинация | [ 54 ] [ 55 ] |
| 2016 | Лучший приключенческий фильм или боевик           | 007: Спектр                 | Барбара Брокколи Майкл Дж. Уилсон                             | Номинация | [ 56 ] [ 57 ] |